# Madame de Pompadour (1756)
El Retrato de la marquesa de Pompadour es un gran retrato realizado en 1756 por François Boucher de la influyente favorita real y protectora del pintor.

## Contexto
Nacida en París en 1721, Jeanne Antoinette Poisson fue una mujer culta, inteligente, educada y bella; sabía bailar, tocar el laúd y el clavicordio, talentosa cantante y aprendió a dibujar y grabar. A los diecinueve años se casó con Guillaume Le Normant d'Etioles y abrió su propio salón, donde celebraba reuniones con filósofos e intelectuales, como Voltaire. En 1745 fue invitada a un baile de máscaras en Versalles y allí fue presentada al rey Luis XV. A partir de entonces se convirtió en su amante, convirtiéndola en marquesa de Pompadour y separándola oficialmente de su marido. Gracias a su inteligencia y carisma, consiguió mantener una elevada posición en la corte, influyendo en la política y en las artes, llegando, en 1756, a ser nombrada dama de honor. Para conmemorar la ocasión, le encargó esta obra a Boucher, una combinación entre retrato privado y oficial.

## Descripción
Boucher la presenta elegantemente reclinada en un canapé sosteniendo un libro abierto en el regazo, con un vestido verde bordado con rosas, del mismo color que los zapatos y los lazos que adornan mangas, corpiño y cuello. La figura se sitúa en un interior palaciego en el que destaca un gran espejo detrás de la marquesa donde se refleja una suntuosa librería coronada por un reloj, y cuyo marco dorado tallado, junto con los cortinajes igualmente dorados, enmarcan la figura. A la derecha en primer término, una mesilla con una palmatoria, un sobre y una barra de lacre y un cajón abierto con una pluma y tinteros. En la parte inferior del mueble papeles, libros y flores, igual que a sus pies, todo lo cual sirve para reforzar la imagen de mujer culta de la marquesa. El perrito era un símbolo tradicional de fidelidad.
En la virtuosa composición, el colorido y perfección de los detalles y texturas prevalecen sobre la expresión de la retratada, cuya psicología Boucher no llega a plasmar.